# Hidden Field Equations
Pour les articles homonymes, voir HFE.
HFE, pour Hidden Field Equation désigne un algorithme asymétrique de cryptographie à clé publique. Il s'agit d'un type d'algorithmes basés sur les opérations polynomiales sur les corps finis. Il fait partie des algorithmes post-quantiques multivariables.
Il a été proposé par Jacques Patarin à la conférence Eurocrypt (en) 96, en améliorant les idées de Tsutomu Matsumoto et Hideki Imai (en). HFE possède de nombreuses variantes en fonction des « perturbations » que l'on utilise dans les équations . Le schéma HFE sans aucune perturbation ("HFE basique" ou "HFE nu") n'est en général pas recommandé (sauf pour des signatures ultra-courtes cf. ci-dessous) car il possède une attaque « super-polynomiale ». Par contre, avec des perturbations, le schéma semble souvent très solide. Pour faire des signatures à clé publique avant 2022, les perturbations les plus utilisées sur HFE étaient les perturbations v (vinaigre) et - (moins). Ceci a mené à la famille de schémas HFEv- dont quartz et GeMMS sont des exemples. Cependant, depuis 2022 et la découverte de nouvelles attaques Min-Rank  ce sont plutôt, pour les signatures, HFE IP- et HFE IPv qui sont recomandées .
Actuellement, pour le chiffrement, c'est plutôt la perturbation LL' qui semble plus efficace . Le HFE sans aucune perturbation reste intéressant si l'on souhaite obtenir des signatures ultra-courtes . Ce schéma a en effet les signatures les plus courtes parmi les schémas à clé publique connus. Cependant, dès que la sécurité voulue dépasse 110 bit, les performances du HFE sans perturbation sont très mauvaises et il faut alors utiliser des perturbations appropriées.